# Secretos de familia (telenovela colombiana)
Secretos de familia es una telenovela colombiana producida por Caracol Televisión en 2010. Esta protagonizada por Raquel Ércole, María Cecilia Botero, Marcela Carvajal, Margarita Muñoz y Patricia Vásquez, quien fuera reemplazada por María Cecilia Sánchez. Cuenta además con las actuaciones estelares de Luciano D' Alessandro, Ana Bolena Mesa y Juan Pablo Gamboa; y con Orlando Pardo y Julio César Luna como los antagonistas principales de la historia. Esta producción contó con uno de los mejores elencos de la televisión colombiana.

## Sinopsis
Tener el apellido San Miguel trae consigo el peso de ser una familia prestante y sobre todo, el de guardar una imagen de rectitud y prestigio. El país entero conoce sus pasos y no da tregua a la hora de juzgarla o calificarla negativamente. Dar la cara a los problemas y descubrir todos los secretos que esta familia esconde, es a lo que se tendrán que enfrentar las mujeres que la conforman: Teresa, Mercedes, Claudia, Victoria y Yuly.
Las mentiras, los errores y los desamores existen en cualquier familia, pero las mujeres que pertenecen a esta, serán criticadas y juzgadas injustamente, sólo porque son la familia San Miguel. 
Teresa San Miguel, la matriarca de la familia, la cual junto a su esposo, Tito San Miguel, levantó el bufete de abogados, la compañía familiar. 
Mercedes San Miguel, una mujer que por ser la viuda de José Luis San Miguel, ha mantenido una imagen de mujer perfecta olvidándose de ella como mujer, pero cuando descubre todas las mentiras de su marido (el padre de su hija Claudia, y al hombre que estuvo casada y guardándole luto durante mucho tiempo), decidió decirle si al amor con Juan Bernardo (Juan B.) un hombre que se ha casado muchas ocasiones y Mercedes es la encargada de su divorcio. Cuando empiezan la relación muchas inseguridades y dudas se apoderan de ella. Mercedes tendrá que superarlas.
Claudia San Miguel, una mujer segura de sí misma, con un carácter fuerte, con un gran sentido de justicia y además de que defiende lo que cree atravesará por momentos muy difíciles que tendrá que sobrepasar. Ella estaba casada con un candidato al senado, padre de su hija Victoria, pero que se separó de él. Y luego de saber todas las fechorías hechas por su abuelo, Tito San Miguel, y su padre, José Luis San Miguel, decide alejarse de los hombres, pero la vida le dará una nueva oportunidad de amar, Alejandro Valencia, un abogado dedicado más en la parte social, pero novio de Yuli. Claudia tendrá que enfrentar además de su media hermana por el amor de Alejandro, un conjunto de telarañas que se tejen alrededor, especialmente para hacerle daño a ella y a su familia. Especialmente de Simón Saenz y Lorena. Simón tiene una obsesión con Claudia y Lorena está bajo sus órdenes, además de que ellos son unos ambiciosos que utilizaran a las San Miguel para sus propósitos.
Victoria Hidalgo San Miguel, conocida como Vicky, es hija de Claudia y Carlos, se lleva muy bien con su abuela Mercedes, y tiene una relación con Julio un hombre mayor que ella y que es su profesor, inclusive llegan a vivir juntos, Julio tiene 2 hijos además de que estaba casado pero su esposa se suicida. Vicky estará en un dilema, porque conoce a Martín, un joven que se enamora de ella y que le hará despertar sentimientos de amor por él. Martín Londoño es hijo de Lorenzo, el chofer y gran confidente de doña Teresa. 
Yuly San Miguel Lozano, hija ilegítima de José Luis San Miguel y novia de Alejandro, es insegura y no piensa en las consecuencias de sus actos especialmente cuando se compara con Claudia, hará todo lo posible para que Alejandro y Claudia no estén juntos, causándole muchos problemas a Claudia y todas las San Miguel. Esta es una historia llena de intrigas, amor y pasión dónde estás mujeres tendrán que enfrentar las barreras que encuentren y llegar a ser felices con los hombres que aman.

## Reparto
- Raquel Ercole: Teresa Tobón Viuda de San Miguel
- María Cecilia Botero: Mercedes Romero Viuda de San Miguel
- Marcela Carvajal: Claudia San Miguel
- Margarita Muñoz: Victoria Hidalgo San Miguel
- Luciano D' Alessandro: Alejandro Valencia
- Patricia Vásquez: Yuli Lozano/Yuli San Miguel # 1
- María Cecilia Sánchez: Yuli Lozano/Yuli San Miguel # 2
- Orlando Pardo: Simón Sáenz
- Juan Pablo Gamboa: Carlos Hidalgo
- Andrea Martínez: Mariana Valencia
- Juan Pablo Espinosa: Camilo Rincón
- Ana Bolena Mesa: Marcela Lozano
- Germán Patiño: Martín Londoño
- Lucho Velasco: Julio
- Javier Delgiudice: Juan Bernardo
- Ronald Ayazo: Lorenzo Londoño
- Mauricio Leal: Esteban Saenz
- Carina Cruz: Catalina
- Marta Osorio
- Fernando Arango

Actuación Especial
- Julio César Luna: Alfredo Saenz
- Norma Nivia : Lorena

| Predecesor: Los Caballeros Las Prefieren Brutas | Caracol Televisión 30 de agosto de 2010 - 10 de febrero de 2011 | Sucesor: La Teacher de Inglés |